# ديغول أبو طاس
ديغول بطرس أبو طاس مواطن لبناني مسيحي ولد في قرية رميش في جنوب لبنان اشتهر بعد انخراطه في صفوف المقاومة الإسلامية في لبنان رغم انتمائه الديني لأنه حسب تعبيره «وجد فيه الساحة الأشرف لمقاومة الاحتلال الصهيوني»
. اعتقل مرتين أول مرة عام 1976 ثم بعد انتمائه لحزب الله اعتقل عام 1999 في معتقل الخيام وبقي مسجونا حتى الانسحاب الإسرائيلي من جنوب لبنان عام 2000
.نشر مذكرات بعنوان «بلا قيد» عام 2002.

## مؤلفاته
- بلا قيد: سيرة أسير مقاوم من لبنان. دار الهادي للطباعة والنشر والتوزيع.2002.[3][4]